# Затаившийся Страх
«Затаившийся Страх» (англ. The Lurking Fear) или «Таящийся ужас», «Притаившийся ужас» — повесть американского писателя Говарда Филлипса Лавкрафта, написанная в ноябре 1922 года и впервые опубликованная в журнале «Home Brew» c января по апрель 1923 года, в четырёх частях. Неоднократно экранизировалась. Повесть имеет сходство с некоторыми произведениями о так называемых «маленьких людях», скрывающихся от внешнего мира в остатках древних цивилизаций и чаще всего укрытиям таким существам служат подземелья.

## Сюжет

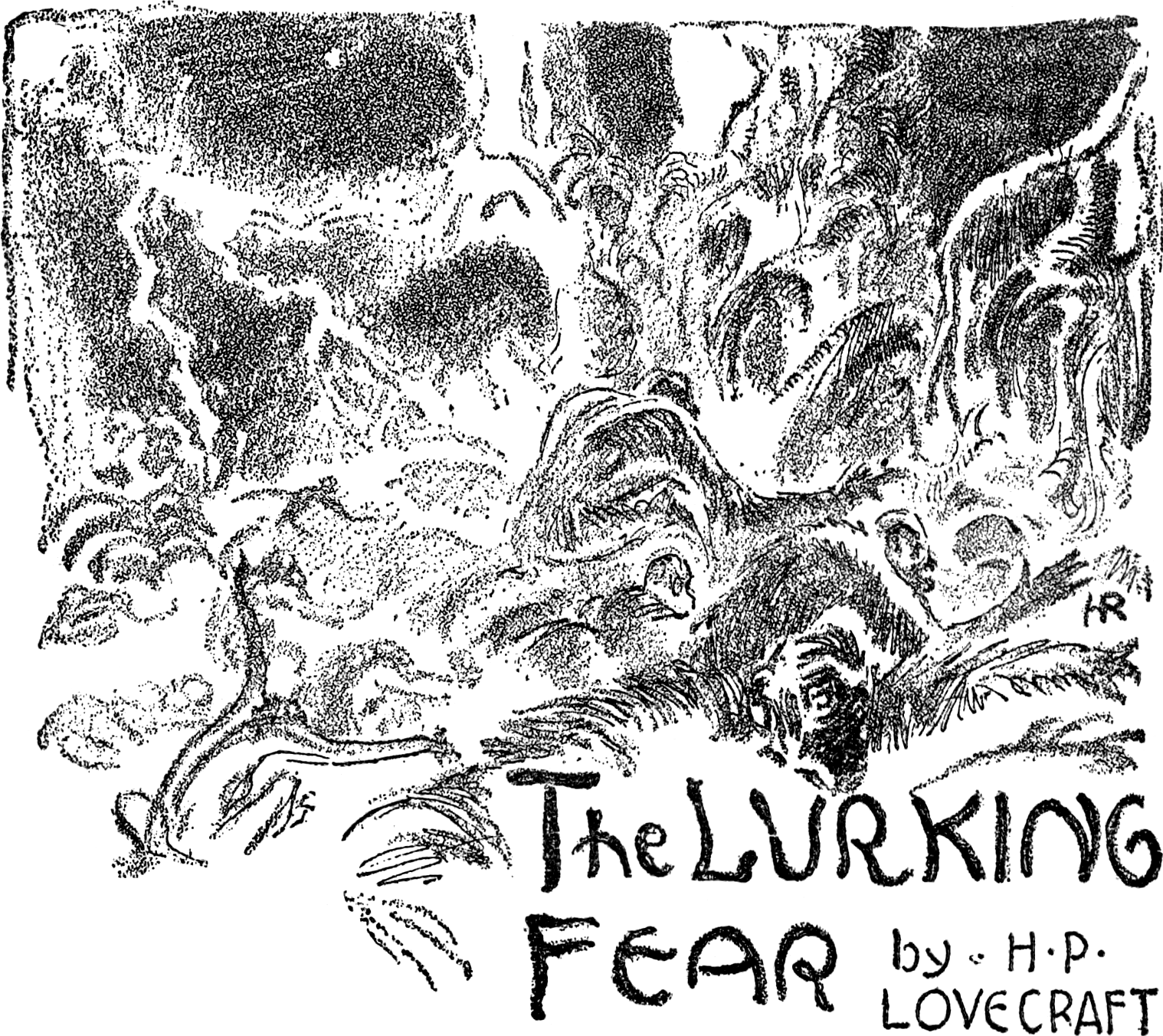
Weird Tales v11n06

Повесть опубликована в четырёх частях, каждая с собственным заголовком.

### Тень на каминной трубе
В 1921 году неназванный охотник на чудовищ, от лица которого ведётся рассказ, и два его надёжных друга приезжают в Темпест-Маунтин (англ. Tempest Mountain), что в горах Катскилл (англ. Catskills). Они расследуют нападение группы чудовищ на поселение, где изначально проживало 75 человек. Месяц назад гроза нанесла сильные повреждения поселению, — под ним буквально разверзлась земля. Сейчас поселение выглядело как место кровавого пиршества или массового убийства, а вся земля усеяна останками тел. Местные легенды говорят о том, что гром вызвал Демона смерти (англ. Death-deamon) или это просто его голос; это чудовище может появиться как материальное существо или парообразный мор (англ. Vaporous pestilence) и обитает в заброшенном особняке Мартенсов на холме.
Следователи прибывают в особняк и занимают комнату Яна Мартенса, который, по слухам, был убит родными. Дом давно заброшен, на изразцах голландского камина изображена библейская притча о блудном сыне. Рассказчик и его друзья принимают меры предосторожности и планируют несколько способов побега на случай, если ночью на них нападет чудовище. Несмотря на их тщательную подготовку, дежурство посменно и вооруженный сон, вся группа в конце концов засыпает. Рассказчик просыпается от удара молнии, расколовшей гигантское дерево в Седой роще (англ. Hoary grove). Оба его компаньона исчезли. Во вспышке молнии он замечает тень немыслимого чудовища.

### Застигнутые бурей
Рассказчик приходит в себя в гостинице и с ужасом вспоминает, как чудовище коснулось его груди чем-то похожим на щупальце, пока он спал. 
Я увидел один из величайших ужасов Земли, безымянных вырождений потусторонних глубин, демонов, что тревожат нас неясными скрипами. Иногда мы слышим эти звуки, что доносятся из самых отдаленных пределов пространства, но они остаются недоступными для нашего ограниченного восприятия, которое дало нам милостивый иммунитет. 
Рассказчик находит помощь в лице репортёра Артура Монроу. Вместе они посещают деревню сквоттеров, недалеко от Коун-Маунтин (англ. Cone Mountain) и Мейпл-Хилл (англ. Maple Hill). Им удается найти человека, который обладал дневником одного из предков семьи Мартенсов, что пролил свет на некоторые сведения. Сквоттеры считают существо зверем, змеем, гигантом, громовым дьяволом (англ. Thunder-devil), летучей мышью или гуляющим деревом. Рассказчик ощущает, что за ним кто-то наблюдает сверху, словно, огромные грифоны или летучие мыши. Гроза заставляет следователей укрыться в заброшенной хижине. Манро подходит к окну, чтобы посмотреть на молнию. Буря вскоре стихает, однако Манро не отходит от окна. Рассказчик в помешательстве подходит к Артуру и коснувшись его плеча, обнаруживает, что его лицо отгрызено чудовищем.

### Что означало красное зарево
Несколько месяцев спустя, рассказчик возвращается. Он не стал рассказывать, что случилось с Артуром Манро, похоронив его тогда в лесу. Рассказчик считает, что на него напал призрак Яна Мартенса либо чудовище с волчьими клыками (англ. Wolf-fanged ghost). Он изучает историю их семьи и узнает, что особняк построил Геррит Мартенс в 1670 году, купец из Нового Амстердама, который не любил Британскую империю, захватившую североамериканские колонии. Мартенс воспитывал потомков в ненависти к колониальному обществу, поэтому они жили в изоляции и вступали в брак друг с другом или с прислугой в поместье. У Мартенсов были глаза разного цвета: один голубой, а другой — карий. В результате семья Мартенс становилась все более клановой.
В 1754 году Ян Мартенс ушёл в армию колоний, а по возвращении был встречен как чужак. Он сообщил в письме другу Джонатану Гиффорду, что собирается уехать из дома, а затем исчез. В 1763 году Джонатан прибыл в особняк, но ему сказали, что Ян умер от удара молнии. Джонатан раскопал могилу Яна и обнаружил, что череп разбит от удара. Мартенсы не были осуждены за убийство, но соседи стали избегать их. Люди наблюдали огни в окнах особняка вплоть до 1810 года. В 1816 году Мартенсы исчезли. Особняк имел несколько пристроек, поскольку семья продолжала увеличиваться за счёт близкородственных связей.
Дабы успокоить дух Яна Мартенса рассказчик раскапывает его могилу и обнаруживает в ней тоннель. Там он сталкивается с чудовищем с когтями и сверкающими глазами. Удар молнии освещает туннель, позволяя рассказчику спастись из смертоносных катакомб. Позже он узнаёт, что в ту ночь существо убило женщину.

### Ужас в глазах
Вернувшись к могиле Яна Мартенса рассказчик обнаруживает, что ее уничтожил оползень. Тогда он изучает местность вокруг и замечает, что вся гора усеяна холмиками, образующими систему тоннелей, которая ведет к особняку Мартенсов на вершине холма, словно, щупальца ужаса (англ. Tentacles of terror). Рассказчик пробирается в подвал особняка и обнаруживает вход в катакомбы. Когда приближается очередная гроза, рассказчик прячется и видит, как из-под дымовой трубы появляются сотни жутких существ: демонов, изъеденных проказой, порождений ночи (англ. Night-spawned), волосатых, карликов остановившиеся в развитии, бесформенных фантазмов, мутаций гуля. Чудовища набрасывались на более слабых и поедали их, как каннибалы. Рассказчик стреляет из пистолета в одно из существ, скрыв звук выстрела за раскатом грома. Ему удается сбежать.
Утром он вызвал подрывников из Олбани, которые уничтожили сеть тоннелей, что скрывают в себе щупальца и разрослись повсюду как мерзкие полипы. Рассказчик употребляет опиум, чтобы не бояться грома. Он вспоминает, что у существ были глаза разного цвета, — как у семьи Мартенсов: один голубой, а другой карий.

## Персонажи
- Рассказчик — имя его остается не названным, любитель «ужасных и невероятным тайн бытия»[1]. Расследует различные сверхъестественные случаи. Безрассудная храбрость сопутствовала его любви к ужасным и невероятным тайнам, превратившей его жизненный путь в непрерывную череду поисков необъяснимых ужасов в литературе и действительности. После встречи с чудовищами он не мог «без содрогания видеть колодец или вход в метро» — пример фобий, которые часто поражают персонажей Лавкрафта. Видел кошмары, в которых невидимые силы хватают его — как и самого Лавкрафта. Как и герой из рассказа «Дагон» он испытывает последствия от воздействия сверхъестественных сил.
- Джордж Беннетт (англ. George Bennett) и Уильям Тоби (англ. William Tobey) — спутники рассказчика, «люди надежные и сильные»[1].
- Артур Монроу (англ. Arthur Munroe) — темноволосый худощавый репортёр 35 лет, чьи «образованность, вкус, интеллект и темперамент выдавали незаурядную натуру, свободную от воздействия традиционных идей и понятий»[1].
- Геррит Мартенс (англ. Gerrit Martense) — торговец из Нового Амстердама, построивший особняк. Ненавидел колонистов и привил эту ненависть потомкам. Обладал разными глазами — признаком, сохранявшимся у всех членов семьи Мартенс.
- Ян Мартенс (англ. Jan Martense) — «первый Мартенс, кому удалось повидать мир»[1]. В 1754 году присоединился к армии колоний, а по возвращении домой был принят как чужак и убит. Переписывался со своим другом Джонатаном Гиффордом (англ. Jonathan Gifford) из Олбани.
- Затаившийся страх (англ. Lurking Fear) — чудовища, которых гром вызвал из-под земли. омерзительные, изъеденные проказой, порождения ночи; фантазмы, мутации гуля, что роют кротовые норы; уродливые, волосатые, карлики остановившиеся в развитии; ни то черти, ни то обезьяны. Это была чудовищная дьявольская карикатура на обезьянье племя. Обезьяноподобные чудовища были похожи на демоническую карикатуру на род людской, конечный результат дегенерации человека. Один глаз был голубой, а другой карий — как у семьи Мартенс.

## Вдохновение

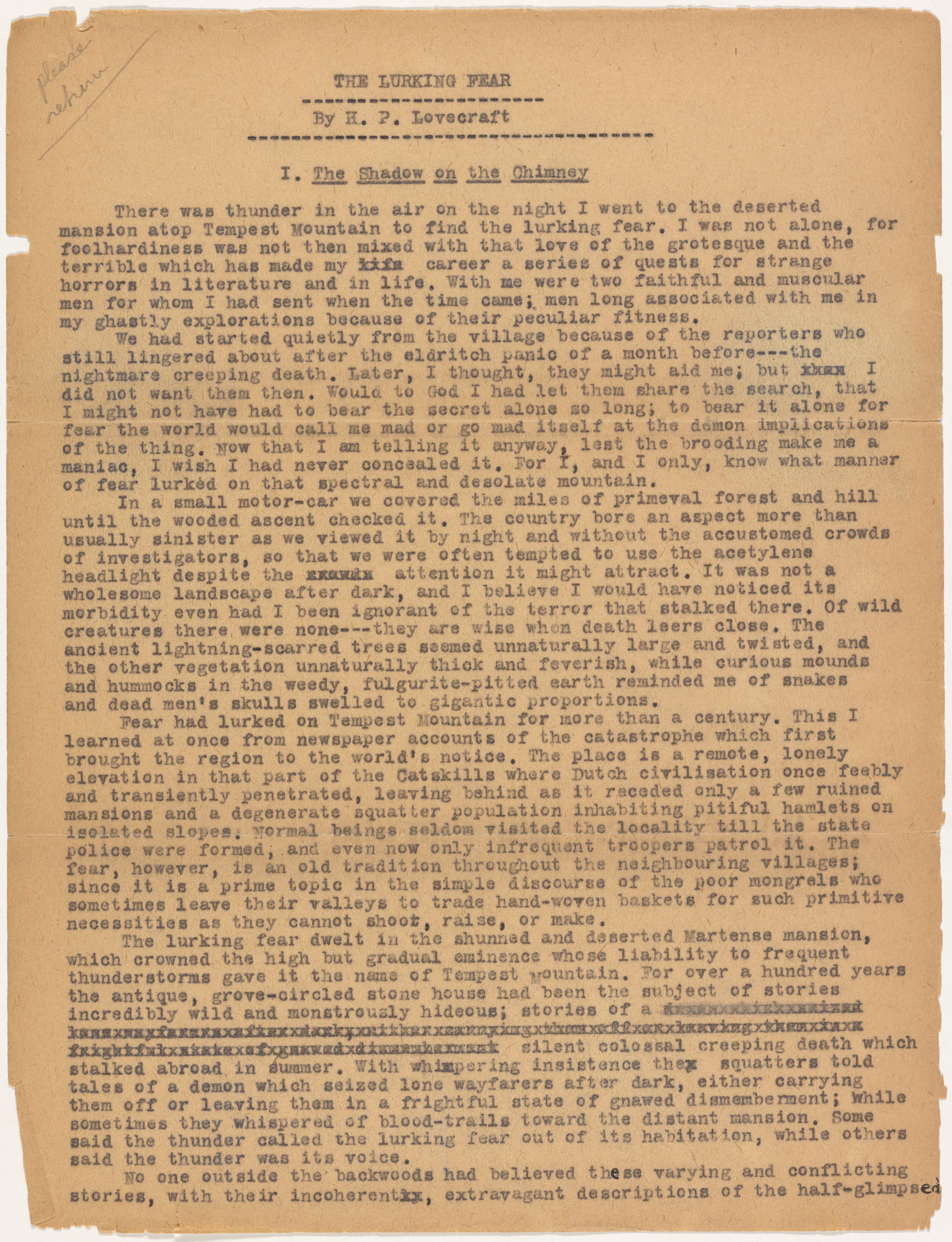
Рукопись Лавкрафта

В этом рассказе Лавкрафт впервые описывает щупальца — эти образы станут одними из самых популярных в фантастической литературе и в целом повлияют на жанр ужасов. Щупальца лезут из подземных тоннелей, которые образуют сеть катакомб, ведущих к особняку в её центре — это описание похоже на осьминога, хотя, Лавкрафт не упоминает это название. Чудовища и щупальца появляются из под земли, из тоннелей, ведущих в преисподнюю.
Фамилия Мартенс была известна в Новом Амстердаме: в Бруклине есть улица Мартенса, недалеко от квартиры Сони Грин, где Лавкрафт останавливался в апреле 1922 года. В Бруклине сохранился дом Янса Мартенса Шенка, построенный в 1656 году. Имя Монроу может быть заимствовано у друзей детства Лавкрафта — братьев Честера и Гарольда Монроу. Гарольд возобновил контакты с Лавкрафтом чуть больше, чем за год до написания «Затаившийся Страх», и они вместе побывали в домике, который построили в детстве.
Рассказ «Затаившийся страх» похож на рассказ «Падение дома Ашеров» Эдгара По, последователем которого является сам Лавкрафт.
В рассказе упоминается Черный лес, где происходит шабаш и, возможно, его прототипом послужил Шварцвальд, который стал живописным фоном для ужасов и установили стандарты повествования в литературном жанре деревенской истории. Черный лес ранее упоминается в рассказе «Склеп» (в Бостоне).

## Культы и ритуалы
Лавкрафт обращается к темам колдовских практик. Городская легенда привела охотников на монстров в поселение в горах, где появился Демон смерти или Громовой дьявол. Люди не встречали чудовищ до того, как исчезла семья Мартенс. Соседи говорят о проклятии за убийство сына и колдовские ритуалы. Ян Мартенс был убит родными, хотя, они заявляют, что его поразила молния — это похоже на случай в рассказе «Склеп», который тоже произошел в особняке на горе. У семьи Мартенс и чудовищ разноцветные глаза, и, возможно, все они превратились в них — это говорит о природе проклятий в произведениях Лавкрафта. Разноцветные глаза — глаза из древних легенд и преданий. Лавкрафт упоминает библейскую притчу о блудном сыне.
Лавкрафт основывается на широко распространенных в мифологии Европы легендах о колдунах, которые вызывают на ритуалах чудовищ из под земли. Местные жители рассказывают ложные мифы о призраке и вампире — Чудовище может являться как материальное существо или пар. Тень на стене тоже является характерной чертой вампира. Люди упоминают летающих существ, а рассказчик ощущает, что за ним кто-то наблюдает сверху — это похоже на гипноз, которым владеют вампиры. Рассказчик видит во снах мифические места и, похоже, только он один видит тентакли, хотя, прежде он не имел таких способностей.
Лавкрафт называет существ «Гулями и волосатыми карликами (англ. Dwarfed), остановившимися в развитии» — это название близкое к Дворфам, которые представлены в «Старшей Эдде» и «Младшей Эдде». В скандинавской мифологии описаны вымышленные существа, о которых говорят жители Темпест-Маунтин: змей, великан, громовой дьявол, ходячее дерево. Рассказчику чудятся грифоны в небе и он упоминает Аббадона. В Древнегреческой мифологии описывается Ахерон, Аркадию, мертвые города, пропасть Никты (англ. Chasm of Nis), пучина роковых снов (англ. Vortex of dream-doom), бездна (англ. Outer voids) и космическая пропасть (англ. Trans-cosmic gulfs). Лавкрафт называет существ: «Высший ужас земли» — это название встречается в рассказе «Безымянный город». Лавкрафт часто создает гибридных существ, похожих на изображение в античной литературы, а общим для них является то, что они связаны с магией.

## История создания
Как и рассказ «Герберт Уэст — реаниматор», ранее опубликованный в «Home Brew», «Затаившийся Страх» был заказан редактором Джорджем Джулианом Хоутеном в виде сериала. Однако в отличие от «Герберта Уэста», Хоутон приводил краткое содержание предыдущих частей, что освобождало Лавкрафта от необходимости повторяться. Рассказ «Затаившийся страх» существенно увеличился в объеме, подобно рассказу «Герберт Уэст — реаниматор».

## Отзывы
Сравнивая повесть с первым произведением Лавкрафта, опубликованным в «Home Brew», Лин Картер пишет, что хотя «Затаившийся Страх» является «более серьезным произведением в жанре традиционного ужаса, ему не хватает легкого, почти радостного ощущения «Герберта Веста». В книге «Science-Fiction: The Early Years» Э. Ф. Блейлера и Ричард Блейлер характеризуют повесть как «бессвязную и неуклюже написанную, возможно потому, что она предназначалась для серийного издания».

## Связь с другими произведениями
Ритуалы и чудовища описаны в рассказах: «Крысы в стенах», «Неименуемое», «Праздник», «Ужас в Ред Хуке», «Зов Ктулху», «Очень старый народ», «Ужас Данвича», «Тень над Иннсмутом», «Грёзы в ведьмовском доме», «Тварь на пороге» и романе «Случай Чарльза Декстера Варда».
В рассказе «Музыка Эриха Цанна» похожим образом герой касается плеча музыканта и понимает, что он мертв.
В рассказе «Кошки Ултара» говорится, что кошки обладают магической силой, а название гор Катскилл намекает на этот рассказ.
Загробный мир упоминается в произведениях: «Безымянный город», «Крысы в стенах», «Праздник», «Модель для Пикмана», «Потомок» и «Случай Чарльза Декстера Варда».
В рассказе «Дневник Алонсо Тайпера» герой тоже является охотником за чудовищами.

## Адаптации
- Dark Heritage — экранизация 1989 года.
- «Сокрытый ужас» — экранизация 1994 года.
- «Гемоглобин» — экранизация 1997 года.